# ジョアン・パウロ・ペレイラ・ゴメス
ジョアン・パウロ（João Paulo）こと、ジョアン・パウロ・ペレイラ・ゴメス（João Paulo Pereira Gomes 、1989年5月8日 - ）は、ポルトガル・ブラガ出身のプロサッカー選手。ペナフィエル所属。ポジションは、ディフェンダー。